# Lekkie dywizje pancerne III Rzeszy
Lekkie dywizje pancerne III Rzeszy (niem. Panzer Leichte-Divisonen, dokładnie tłumaczone jako „dywizje szybkie”) – dywizje, które powstały przez zmotoryzowanie pułków jazdy, przejmując ich tradycje, a i częściowo zadania, w przeciwieństwie do brygad formowanych do wsparcia piechoty. Podział ten odzwierciedla poglądy starszych oficerów różnych broni i ich opozycję do wizji Guderiana, który widział broń pancerną jako broń samodzielną.
Po kampanii wrześniowej dywizje lekkie zostały przeorganizowane w dywizje pancerne. 
Etat wojenny przewidywał 332 oficerów, 10335 szeregowych i 333 kancelistów, lecz każda z czterech użytych we wrześniu 1939 dywizji lekkich miała inną strukturę organizacyjną. Powinna się ona składać z batalionu czołgów, pułku lub dywizjonu rozpoznawczego i pułku artylerii, oraz batalionu przeciwpancernego, batalionu pionierów (czyli saperów), kompanii łączności oraz służb. 
Według Rajmunda Szubańskiego (Warszawa 1982) praktyczne wyposażenie obejmowało 73-190 czołgów, 38-76 samochodów pancernych, 24 haubice polowe, 6-10 dział piechoty, 18-30 moździerzy, 21-45 granatników, 48-51 dział ppanc, 12 armat plot, 158-270 karabinów maszynowych, 600 samochodów osobowych, 1370 ciężarowych i 1100 motocykli.
Sumarycznie w czterech, zorganizowanych do momentu ataku na Polskę, dywizjach lekkich (numery od 1 do 4) było 7 batalionów czołgów, 6 dywizjonów rozpoznawczych, co daje 521 czołgów i 228 samochodów pancernych, czyli około 20% wozów bojowych użytych w 1939 roku.
Wartościując siłę bojową jednostek niemieckich należy brać pod uwagę typ posiadanych na stanie pojazdów. I tak 1 dywizja lekka posiadająca na stanie 106 czołgów PzKpfw 35(t) była jednostką silniejszą w porównaniu z dywizją pancerną uzbrojoną głównie w PzKpfw II i PzKpfw I, natomiast 3 dywizja lekka posiadała 59 wozów PzKpfw 38(t) Ausf.A. Uzbrojenie i rozmieszczenie dywizji lekkich i dywizji pancernych było skoordynowane z zadaniami, jakie przewidziano dla nich w operacji inwazyjnej.
Utworzone lekkie dywizje pancerne:
- 1 Dywizja Lekka – utworzona 10 listopada 1938
- 2 Dywizja Lekka – utworzona 10 listopada 1938
- 3 Dywizja Lekka – utworzona 10 listopada 1938
- 4 Dywizja Lekka – utworzona 1 kwietnia 1938
- 5 Dywizja Lekka – utworzona 18 lutego 1941